# I Love You (Alberto Fortis)
I Love You è un album di Alberto Fortis, pubblicato il 14 dicembre 2018 dalla Playaudio in formato vinile.

## Tracce
Testi e musiche di Alberto Fortis.
1. Caro Giuseppe
2. Venezia
3. I Love You
4. Una storia del lago
5. Milano e Vincenzo (New Version)
6. Fragole infinite (New Version)
7. La sedia di lillà
8. L'amicizia
9. I Love You (English Version)